# 후쿠모토 유타카
후쿠모토 유타카(일본어: 福本 豊, 1947년 11월 7일 ~ )는 일본의 전 프로 야구 선수이자 야구 지도자, 야구 해설가·평론가이다.
통산 도루수의 일본 기록 보유자(달성 당시는 세계 기록)이며, 세기의 도루왕(世界の盗塁王)이라는 별명을 가진 선수로도 알려져 있다. 현역 통산 2543안타, 통산 208홈런을 기록할 정도의 확실성과 펀치력을 겸비한 타격, 역대 1위의 통산 1065도루와 통산 115개의 3루타를 기록한 빠른 발과 주로 중견수로서의 빠른 발을 살린 넓은 수비 범위를 자랑하는 외야 수비로 나가이케 도쿠지, 야마다 히사시, 가토 히데지 등과 함께 한큐 브레이브스 황금 시대의 주력 선수로서 맹활약을 했다.

## 인물

### 프로 입단 전
다이테쓰 고등학교 시절 당시에는 야구부 선수들이 너무 많아 주전에서 밀린 채 공을 줍는 일에만 전념하고 있었지만 어느 날 연습 중에 우익수 자리에서 수비를 보게 되었는데 내야수를 맡고 있던 선수가 1루로 악송구를 했을 때 평소에 공을 줍는 감각으로 행동을 취했다. 이것을 지켜본 감독으로부터 높은 평가를 받아 이후에는 주전 우익수로 자리를 잡게 되었다. 3학년 때 다이테쓰 고등학교로서는 최초의 고시엔 대회 출전이 되는 제47회 전국 고등학교 야구 선수권 대회에서 아키타 고등학교와 상대했지만 연장 13회에 후쿠모토가 지키는 우익수 앞에 떨어진 안타에 의해 끝내기 패배를 당했다.
고교 졸업 후 사회인 야구팀인 마쓰시타 전기에 입단하였는데 사회인 3년 차였던 1968년에는 후지 제철 히로하타의 보강 선수로서 제39회 도시 대항 야구 대회에 팀의 우승을 이끌었다. 사회인 야구팀에서 베스트 나인을 차지하는 등의 큰 활약을 펼쳤지만 무명에 가까울 정도로 이름을 알리지는 못했다. 1968년 가을에 있은 프로 야구 드래프트 회의에서 한큐 브레이브스부터 7순위 지명을 받았는데 그 해의 드래프트에서는 ‘역사상 전례없는 풍작 드래프트’라고 표현할 정도로 화제가 되었는데 그 외에도 한큐는 1순위에 야마다 히사시, 2순위는 마쓰시타 전기의 동료였던 가토 히데지가 있었다.
한큐에 입단할 당시 아버지는 타 구단 계열의 식당에서 일하고 있었지만 아들 후쿠모토의 입단에 의해 한큐에 대한 은혜를 느껴 직장을 그만뒀다. 반면 그의 부인은 야구에 대한 흥미가 없어 후쿠모토가 야구 선수라는 사실을 모르고 있었고 후쿠모토도 부인에게 “마쓰시타에서 한큐로 전직한다”라는 말 밖에 설명하지 않았다. 그 때문인지 부인은 후쿠모토가 한큐 전철의 역무원으로 근무하고 있다고 생각했지만 각 역을 찾아 헤메고 있는 사이에 역무원으로부터 “혹시 당신이 찾고 있는 것은 도루왕 후쿠모토는?”이라는 말에 야구 선수였다는 사실을 처음으로 알았다고 한다.

### 선수 시절
신인 시절인 1969년 4월 12일 개막전(대 도에이 플라이어스)에 대주자로서 첫 출전했는데 도루를 시도했지만 실패로 끝났다. 그 해에는 38경기에만 출전했고 프로 데뷔는 야마다와 가토보다 빨랐다.
그러나 2년째인 1970년부터는 팀의 주전으로 자리를 잡아 2할 7푼 4리의 타율, 시즌 최다인 75개의 도루를 기록하면서 프로 데뷔 후 처음으로 도루왕 타이틀을 차지했고 이듬해 1971년에는 67개의 시즌 최다 도루를 기록하면서 도루왕 타이틀을 2년 연속으로 차지했다. 1972년에는 일본 프로 야구 역사상 세 자릿수 도루 기록이자 당시로서는 세계 기록인 시즌 106개의 도루를 기록하면서 팀의 리그 우승에 기여함과 동시에 사상 최초가 되는 퍼시픽 리그 MVP, 도루왕 타이틀을 동시 석권했다. 1977년 7월 6일의 난카이 호크스전에서 지금까지 히로세 요시노리가 갖고 있던 통산 최다 도루 기록을 경신해 그 후 1982년까지 13년 연속으로 도루왕을 차지했다.
1983년 6월 3일의 세이부 라이온스전(세이부 라이온스 구장)에서 당시 루 브록이 갖고 있던 세계 기록을 경신하는 통산 939개의 도루를 기록했다. 기록을 달성한 순간에 세이부 라이온스 구장에서는 처음으로 세이부의 선수가 아닌 타 구단 선수였던 후쿠모토를 축하하기 위한 불꽃이 발사되었다. 이후 도루 세계 기록을 경신한 공로를 인정받아 당시 나카소네 야스히로 총리로부터 일본 정부가 수여하는 국민영예상 수상자로 결정되었다는 소식을 전달받았지만 수상을 거부하겠다는 입장을 밝히면서 극구 사양했다. 또 세계 기록 달성을 기념해서 특례에 의한 일본 프로 야구 명구회의 가입이 인정되었지만 이것도 사양해 같은 해 9월 1일 롯데 오리온스전에서 다무라 이사오로부터 중전안타를 때려내 역대 17번째가 되는 개인 통산 2000안타를 달성하여 명구회에 정식으로 가입했다.
1984년 8월 7일에는 통산 1000개의 도루를 기록하면서 그 후에는 기록을 1065개까지 늘렸다. 은퇴한 지 4년 후인 1992년 6월 16일에는 리키 헨더슨에 의해 기록이 깨졌는데 헨더슨이 후쿠모토가 세운 기록에 근접했을 때 기록을 깨는 순간을 끝까지 지켜보기 위해 미국으로 건너갔다. 헨더슨은 후쿠모토가 시구자로 나선 그 경기에서 후쿠모토의 통산 도루 신기록을 갈아치웠다. 후쿠모토는 헨더슨을 축하하면서 미리 준비한 금빛의 스파이크를 선물해 주었다. 헨더슨은 경기 직후 기록을 달성했을 때의 2루 베이스를 선물했는데 후쿠모토는 헨더슨의 신체 능력, 특히 도루와 귀루할 때의 첫발을 “마치 벤 존슨이 스타트를 한 것 같았다. 자신의 근력으로는 할 수 없다”라고 극찬했고 헨더슨도 후쿠모토에 대해 “존경할 가치가 있는 인물”이라고 평가했다.
1988년, 한큐 브레이브스의 시즌 마지막 경기였던 한큐 니시노미야 구장에서 롯데 오리온스와의 경기가 끝난 후 선수단의 인사와 우에다 도시하루 감독이 팬들에게 마지막 인사를 하는 자리에서 “떠나는 야마다 히사시, 그리고 남아있을 후쿠모토”라고 말하려고 했던 것을 “떠나는 야마다, 그리고 후쿠모토”라고 말실수를 하는 바람에 한큐 뿐만 아니라 팬과 언론을 말려 들게할 정도의 해프닝이 일어났다. 후쿠모토는 이에 대해 “우에다 감독이 말했다면 그만두겠다”라고 말하면서 40세의 나이에 20년간 현역 생활을 은퇴했다.
현역 생활에 있어서의 마지막 시즌인 1988년 시즌에는 후쿠모토의 도루 개수가 극단적으로 줄어들고 있다는 것에 대해 스포츠 평론가이자 만화가인 야쿠 미쓰루가 야유할 정도의 비판을 가했지만 이것은 출루를 해도 “기다려라”라는 사인이 나왔기 때문에 자긍심에 상처를 입었다는 것이 은퇴로 몰아넣은 원인이라고 말하고 있다. 그리고 마지막으로 출전한 1987년 올스타전에서는 도루를 시도했는데(결과는 도루 실패) 이에 대해서는 “모르는 사이에 다리가 움직이고 있었다”라고 말했다.
이듬해인 1989년 은퇴 경기(요미우리 자이언츠전, 니시노미야 구장)에서는 야마다와 함께 한큐의 유니폼을 착용한 채로 타석에 들어섰고 그 후 코치로서 종사하는 오릭스 브레이브스의 유니폼으로 갈아 입으면서 베이스 코치를 담당했다.

### 그 후
은퇴한 이듬해인 1989년부터 오릭스 브레이브스의 타격 코치, 1990년부터 1991년까지 2군 감독을 맡았고 1998년부터 1999년까지 한신 타이거스의 타격 코치와 수비 주루 코치를 맡았다. 한신 코치 시절인 1999년에 감독으로 취임한 노무라 가쓰야로부터 현역 시절의 도루 기술에 대한 높은 평가 받아 3루 베이스 코치를 맡을 수 있었지만 “안타를 칠 수 없으면 주전 선수가 될 수 없다. 주전이 될 수 없으면 출루할 수 있는 확률도 적다. 출루를 할 수 없으면 도루도 할 수 없다”라는 지론으로 선수에게 타격 지도만 하고 있었기 때문에 1999년을 마지막으로 코치직에서 물러났다.
2000년부터 아사히 방송·후지 TV 야구 해설위원, 스포츠 호치의 야구 평론가로 활동하고 있으며 2002년에는 일본 야구 명예의 전당에 헌액되었다. 그리고 현역 시절부터 자원봉사 활동에 참여하고 있어 일본 신체장애자 야구 연맹의 명예 이사장도 맡고 있다. 2006년 1월부터는 한난 대학의 야구부 특별 코치를 맡고 있다.

## 상세 정보

### 출신 학교
- 다이테쓰 고등학교(현재의 한난 대학 고등학교)

### 선수 경력
사회인 시대
- 마쓰시타 전기 산업

프로팀 경력
- 한큐 브레이브스(1969년 ~ 1988년)

### 지도자·기타 경력
지도자
- 오릭스 브레이브스 1군 타격 코치(1989년)
- 오릭스 브레이브스·오릭스 블루웨이브 2군 감독(1990년 ~ 1991년)
- 한신 타이거스 1군 타격 코치(1998년)
- 한신 타이거스 1군 외야 수비·주루 코치(1999년)

해설자
- 아사히 방송·후지 TV 야구 해설자(2000년 ~ )

### 수상·타이틀 경력

#### 타이틀
- 도루왕: 13회(1970년 ~ 1982년)
- 최다 안타(당시는 타이틀이 아님): 4회(1973년, 1974년, 1977년, 1978년) ※1994년부터 타이틀로 제정됨.

#### 수상
- MVP: 1회(1972년)
- 베스트 나인: 10회(1972년 ~ 1974년, 1976년 ~ 1982년)
- 다이아몬드 글러브상: 12회(1972년 ~ 1983년)
- 일본 시리즈 MVP: 1회(1976년)
- 일본 시리즈 우수 선수상: 2회(1977년, 1984년)
- 일본 시리즈 타격상: 1회(1976년)
- 일본 시리즈 기능상: 1회(1975년)
- 올스타전 MVP: 3회(1973년 2차전, 1974년 2차전, 1982년 1차전)

※정규 시즌, 올스타전, 일본 시리즈에서의 MVP 석권은 가와카미 데쓰하루, 오시타 히로시에 뒤를 이은 프로 야구 역대 3번째의 기록(후에 마쓰이 히데키도 달성).
- 일본 야구 명예의 전당 헌액자(2002년)

### 개인 기록

#### 첫 기록
- 첫 출장: 1969년 4월 12일, 대 도에이 플라이어스 1차전(한큐 니시노미야 구장), 8회말에 나가이케 도쿠지의 대주자로서 출장
- 첫 도루: 1969년 4월 13일, 대 도에이 플라이어스 3차전(한큐 니시노미야 구장), 8회말에 2루 안착(투수: 사쿠라이 겐, 포수: 다네모 마사유키)
- 첫 선발 출장: 1969년 4월 20일, 대 난카이 호크스 3차전(한큐 니시노미야 구장), 1번·중견수로서 선발 출장
- 첫 안타: 상동, 5회말에 이즈미 요시로로부터 우익 선상 2루타
- 첫 홈런·첫 타점: 1969년 10월 9일, 대 도에이 플라이어스 25차전(한큐 니시노미야 구장), 6회말에 모리야스 도시아키로부터 2점 홈런

#### 기록 달성 경력
- 통산 450도루: 1975년 5월 14일, 대 다이헤이요 클럽 라이온스 전기 9차전(한큐 니시노미야 구장), 8회말에 2루 안착(투수: 가토 하지메, 포수: 구스키 도루)
- 통산 500도루: 1975년 9월 21일, 대 긴테쓰 버펄로스 후기 10차전(한큐 니시노미야 구장), 7회말에 2루 안착(투수: 오타 고지, 포수: 아리타 슈조) ※역대 5번째
- 통산 550도루: 1976년 8월 12일, 대 난카이 호크스 후기 5차전(오사카 구장), 1회초에 2루 안착(투수: 에나쓰 유타카, 포수: 노무라 가쓰야) ※역대 2번째
- 통산 1000안타: 1977년 5월 15일, 대 난카이 호크스 전기 8차전(오사카 구장), 9회초에 모리구치 마스미쓰로부터 좌전 적시타 ※역대 100번째
- 통산 600도루: 1977년 7월 19일, 대 크라운라이터 라이온스 후기 1차전(한큐 니시노미야 구장), 3회말에 2루 안착(투수: 고가 마사아키, 포수 :와카나 요시하루) ※사상 최초
- 통산 1000경기 출장: 1977년 8월 5일, 대 긴테쓰 버펄로스 후기 4차전(한큐 니시노미야 구장), 1번·중견수로서 선발 출장 ※역대 192번째(오하시 유타카와 같은 날에 달성)
- 통산 650도루: 1978년 6월 7일, 대 크라운라이터 라이온스 전기 10차전(니시쿄고쿠 구장), 1회말에 2루 안착(투수: 야마시타 리쓰오, 포수: 와카나 요시하루) ※사상 최초
- 통산 700도루: 1979년 4월 10일, 대 세이부 라이온스 전기 1차전(한큐 니시노미야 구장), 2회말에 2루 안착(투수: 후루사와 겐지, 포수: 노무라 가쓰야) ※사상 최초
- 통산 100홈런: 1979년 4월 22일, 대 닛폰햄 파이터스 전기 2차전(고치 시 야구장), 3회말에 스기야마 도모타카로부터 좌월 동점 솔로 홈런 ※역대 100번째
- 통산 750도루: 1979년 9월 11일, 대 난카이 호크스 후기 9차전(오사카 구장), 3회초에 2루 안착(투수: 스기타 히사오, 포수: 이토 이사오) ※사상 최초
- 통산 1500안타: 1980년 6월 6일, 대 닛폰햄 파이터스 전기 10차전(고라쿠엔 구장), 6회초에 다카하시 나오키로부터 ※역대 38번째
- 통산 800도루: 1980년 9월 13일, 대 긴테쓰 버펄로스 후기 9차전(닛폰 생명 구장), 1회초에 3루 안착(투수: 이모토 다카시, 포수: 나시다 마사타카) ※사상 최초
- 통산 1500경기 출장: 1981년 7월 11일, 대 세이부 라이온스 후기 1차전(한큐 니시노미야 구장), 1번·중견수로서 선발 출장 ※역대 69번째
- 통산 850도루: 1981년 8월 26일, 대 세이부 라이온스 후기 7차전(세이부 라이온스 구장), 9회초에 3루 안착(투수: 후루사와 겐지, 포수: 야마나카 시게노부) ※사상 최초
- 통산 2루타 300개: 1981년 9월 21일, 대 난카이 호크스 후기 12차전(오사카 구장), 3회초에 야마우치 신이치로부터 우익 선상 2루타 ※역대 19번째
- 통산 150홈런: 1982년 4월 16일, 대 롯데 오리온스 전기 1차전(가와사키 구장), 1회초에 미즈타니 노리히로로부터 선두 타자 홈런 ※역대 63번째
- 통산 900도루: 1982년 8월 6일, 대 난카이 호크스 후기 2차전(한큐 니시노미야 구장), 3회말에 2루 안착(투수: 이노우에 유지, 포수: 이와키 사토시) ※사상 최초
- 통산 3000루타: 1983년 6월 25일, 대 세이부 라이온스 13차전(시마네 현립 하마야마 공원 야구장), 8회말에 마쓰누마 마사유키로부터 좌익 선상 2루타 ※역대 22번째
- 통산 2루타 350개: 1983년 7월 3일, 대 닛폰햄 파이터스 13차전(한큐 니시노미야 구장), 1회말에 다카하시 가즈미로부터 좌전 2루타 ※역대 11번째
- 통산 950도루: 1983년 8월 2일, 대 긴테쓰 버펄로스 15차전(헤이와다이 구장), 2회초에 2루 안착(투수: 스미토모 가즈야, 포수: 나시다 마사타카) ※사상 최초
- 통산 2000안타: 1983년 9월 1일, 대 롯데 오리온스 21차전(한큐 니시노미야 구장), 4회말에 다무라 이사오로부터 중전 적시타 ※역대 17번째
- 통산 1000도루: 1984년 8월 7일, 대 난카이 호크스 18차전(오사카 구장), 9회초에 2루 안착(투수: 아오이 가나메, 포수: 요시다 히로유키) ※사상 최초
- 통산 2000경기 출장: 1985년 6월 12일, 대 닛폰햄 파이터스 11차전(고라쿠엔 구장), 1번·중견수로서 선발 출장 ※역대 21번째
- 통산 3500루타: 1986년 5월 9일, 대 난카이 호크스 5차전(오사카 구장), 9회초에 다케구치 아키노리로부터 우중간 안타 ※역대 14번째
- 통산 1050도루: 1986년 6월 7일, 대 닛폰햄 파이터스 9차전(고라쿠엔 구장), 3회초에 2루 안착(투수: 가나자와 쓰기오, 포수: 다무라 후지오) ※사상 최초
- 통산 2루타 400개: 1986년 6월 12일, 대 세이부 라이온스 10차전(한큐 니시노미야 구장), 4회말에 오노 가즈유키로부터 우익 선상 2루타 ※역대 8번째
- 통산 200홈런: 1986년 8월 17일, 대 긴테쓰 버펄로스 17차전(후지이데라 구장), 1회초에 구보 야스오로부터 우월 선두 타자 홈런 ※역대 50번째
- 통산 1000삼진: 1986년 10월 10일, 대 긴테쓰 버펄로스 26차전(한큐 니시노미야 구장), 2회말에 다니 히로아키로부터 ※역대 13번째
- 통산 2500안타: 1988년 4월 8일, 대 긴테쓰 버펄로스 1차전(한큐 니시노미야 구장), 5회말에 아와노 히데유키로부터 우중간 3루타 ※역대 5번째

#### 일본 기록
- 통산 도루: 1065개
- 통산 3루타: 115개
- 통산 도루 실패: 299개
- 통산 외야수 척살 개수: 5102개
- 통산 외야수 수비 기회: 5272차례
- 통산 첫회 선두 타자 홈런: 43개(1회초 24개, 1회말 19개)[2]
- 시즌 20개의 2루타 이상: 14회(1970년, 1972년, 1973년, 1975년 ~ 1984년, 1987년) ※타이 기록.
- 시즌 3루타 리그 1위: 8회(1971년, 1973년, 1974년, 1977년 ~ 1979년, 1982년, 1983년)
- 시즌 50도루 이상: 14회(1970년 ~ 1983년)
- 시즌 최다 도루: 106개(1972년)
- 1경기에서의 3차례 도루 실패(1980년 6월 19일) ※타이 기록.
- 11경기 연속 도루: 2회(1971년 4월 27일 ~ 5월 12일, 1974년 4월 10일 ~ 4월 28일)
- 13년 연속 도루왕(1970년 ~ 1982년)[3]
- 12년 연속 다이아몬드 글러브상 수상(1972년 ~ 1983년)[4]
- 14년 연속 시즌 50도루 이상(1970년 ~ 1983년)
- 3년 연속 시즌 3루타 리그 1위(1977년 ~ 1979년) ※타이 기록.

#### 퍼시픽 리그기록
- 통산 득점: 1656득점(1969년 ~ 1988년)
- 통산 2루타: 449개(1969년 ~ 1988년)
- 시즌 득점 리그 1위: 10회(1972년 ~ 1980년, 1982년)
- 시즌 볼넷 리그 1위: 6회(1976년, 1978년 ~ 1980년, 1982년, 1983년)[5]
- 시즌 100득점 이상: 4회(1973년, 1978년 ~ 1980년)
- 시즌 100안타 이상: 18회(1970년 ~ 1987년) ※타이 기록.
- 시즌 전 경기 출장: 8회(1975년, 1977년, 1978년, 1981년, 1983년 ~ 1986년) ※타이 기록.
- 시즌 첫회 선두 타자 홈런: 8개(1972년) ※타이 기록.
- 1경기 5개 도루(1972년 5월 3일)
- 17년 연속 규정 타석 도달(1970년 ~ 1986년) ※타이 기록.
- 3년 연속 시즌 100득점 이상(1978년 ~ 1980년) ※타이 기록.
- 18년 연속 시즌 100안타 이상(1970년 ~ 1987년)
- 9년 연속 시즌 득점 리그 1위(1972년 ~ 1980년)
- 3년 연속 시즌 볼넷 리그 1위(1978년 ~ 1980년) ※타이 기록.

#### 기타
- 통산 맹타상: 178회(역대 5위)
- 통산 도루 성공률: .781(1065개 도루 성공, 299개 도루 실패) ※300도루 이상에서는 역대 4위.
- 사이클링 안타: 1회(1981년 5월 21일, 대 세이부 라이온스 전, 세이부 구장) ※역대 34번째.
- 30경기 연속 안타(1977년 5월 18일 ~ 7월 10일)
- 2경기 연속 첫회 선두 타자 홈런(1980년 8월 9일 ~ 8월 10일)
- 일본 시리즈 통산 도루: 14개(1969년, 1971년, 1972년, 1975년 ~ 1978년, 1984년) ※역대 1위.
- 일본 시리즈 3경기 연속 도루[6]
- 올스타전 출장: 17회(1970년, 1972년 ~ 1987년)
- 올스타전 통산 도루: 17개(역대 1위)
- 올스타전 통산 득점: 26득점(역대 1위 타이 기록)
- 올스타전 9연속 도루 성공(1976년 제2차전 ~ 1979년 제1차전)

### 등번호
- 40(1969년 ~ 1971년)
- 7(1972년 ~ 1991년)
- 87(1998년 ~ 1999년)

### 연도별 타격 성적
| 연 도      | 소 속      | 경 기 | 타 석 | 타 수 | 득 점 | 안 타 | 2 루 타 | 3 루 타 | 홈 런 | 루 타 | 타 점 | 도 루 | 도 루 자 | 희 생 번 | 희 생 플 | 볼 넷 | 고 4 | 사 구 | 삼 진 | 병 살 타 | 타 율 | 출 루 율 | 장 타 율 | O P S |
| ---------- | ---------- | ----- | ----- | ----- | ----- | ----- | ------- | ------- | ----- | ----- | ----- | ----- | -------- | -------- | -------- | ----- | ---- | ----- | ----- | -------- | ----- | -------- | -------- | ----- |
| 1969년     | 한큐       | 38    | 41    | 39    | 8     | 11    | 3       | 0       | 2     | 20    | 4     | 4     | 1        | 0        | 0        | 2     | 0    | 0     | 6     | 0        | .282  | .317     | .513     | .830  |
| 1970년     | 한큐       | 127   | 489   | 423   | 92    | 116   | 23      | 3       | 8     | 169   | 41    | 75    | 15       | 3        | 3        | 55    | 0    | 5     | 71    | 4        | .274  | .362     | .400     | .762  |
| 1971년     | 한큐       | 117   | 481   | 426   | 82    | 118   | 18      | 5       | 10    | 176   | 45    | 67    | 14       | 0        | 4        | 50    | 4    | 1     | 49    | 2        | .277  | .351     | .413     | .764  |
| 1972년     | 한큐       | 122   | 542   | 472   | 99    | 142   | 25      | 6       | 14    | 221   | 40    | 106   | 25       | 3        | 2        | 62    | 3    | 3     | 69    | 2        | .301  | .384     | .468     | .852  |
| 1973년     | 한큐       | 123   | 566   | 497   | 100   | 152   | 29      | 10      | 13    | 240   | 54    | 95    | 16       | 0        | 2        | 65    | 3    | 2     | 56    | 3        | .306  | .387     | .483     | .870  |
| 1974년     | 한큐       | 129   | 539   | 477   | 84    | 156   | 19      | 7       | 8     | 213   | 52    | 94    | 23       | 1        | 1        | 58    | 1    | 2     | 57    | 2        | .327  | .401     | .447     | .848  |
| 1975년     | 한큐       | 130   | 549   | 491   | 79    | 127   | 26      | 4       | 10    | 191   | 51    | 63    | 12       | 1        | 3        | 50    | 1    | 4     | 74    | 3        | .259  | .330     | .389     | .719  |
| 1976년     | 한큐       | 129   | 567   | 489   | 88    | 138   | 23      | 9       | 8     | 203   | 46    | 62    | 17       | 0        | 3        | 73    | 0    | 2     | 66    | 8        | .282  | .376     | .415     | .791  |
| 1977년     | 한큐       | 130   | 597   | 541   | 89    | 165   | 21      | 9       | 16    | 252   | 54    | 61    | 13       | 1        | 2        | 49    | 3    | 4     | 74    | 6        | .305  | .366     | .466     | .832  |
| 1978년     | 한큐       | 130   | 595   | 526   | 107   | 171   | 35      | 10      | 8     | 250   | 34    | 70    | 21       | 3        | 1        | 60    | 4    | 5     | 65    | 4        | .325  | .399     | .475     | .874  |
| 1979년     | 한큐       | 128   | 587   | 493   | 101   | 142   | 27      | 9       | 17    | 238   | 67    | 60    | 24       | 7        | 3        | 79    | 3    | 5     | 63    | 2        | .288  | .390     | .483     | .873  |
| 1980년     | 한큐       | 128   | 603   | 517   | 112   | 166   | 29      | 6       | 21    | 270   | 58    | 54    | 20       | 4        | 3        | 78    | 5    | 1     | 64    | 3        | .321  | .409     | .522     | .931  |
| 1981년     | 한큐       | 130   | 584   | 495   | 90    | 142   | 22      | 7       | 14    | 220   | 48    | 54    | 15       | 6        | 2        | 80    | 2    | 1     | 65    | 3        | .287  | .386     | .444     | .830  |
| 1982년     | 한큐       | 127   | 575   | 476   | 97    | 144   | 31      | 7       | 15    | 234   | 56    | 54    | 20       | 8        | 1        | 88    | 1    | 2     | 46    | 4        | .303  | .413     | .492     | .905  |
| 1983년     | 한큐       | 130   | 587   | 493   | 89    | 141   | 26      | 7       | 10    | 211   | 59    | 55    | 20       | 7        | 1        | 85    | 7    | 1     | 40    | 5        | .286  | .391     | .428     | .819  |
| 1984년     | 한큐       | 130   | 585   | 488   | 93    | 126   | 22      | 2       | 9     | 179   | 41    | 36    | 17       | 8        | 2        | 85    | 1    | 2     | 41    | 3        | .258  | .369     | .367     | .736  |
| 1985년     | 한큐       | 130   | 531   | 425   | 95    | 122   | 15      | 7       | 11    | 184   | 51    | 23    | 10       | 5        | 6        | 95    | 0    | 0     | 40    | 5        | .287  | .412     | .433     | .845  |
| 1986년     | 한큐       | 130   | 520   | 454   | 75    | 120   | 18      | 2       | 8     | 166   | 29    | 23    | 12       | 5        | 3        | 55    | 1    | 3     | 55    | 2        | .264  | .346     | .366     | .712  |
| 1987년     | 한큐       | 101   | 386   | 349   | 53    | 100   | 25      | 3       | 5     | 146   | 33    | 6     | 3        | 2        | 2        | 33    | 1    | 0     | 35    | 0        | .287  | .346     | .418     | .764  |
| 1988년     | 한큐       | 92    | 206   | 174   | 23    | 44    | 12      | 2       | 1     | 63    | 21    | 3     | 1        | 0        | 0        | 32    | 1    | 0     | 18    | 4        | .253  | .369     | .362     | .731  |
| 통산: 20년 | 통산: 20년 | 2401  | 10130 | 8745  | 1656  | 2543  | 449     | 115     | 208   | 3846  | 884   | 1065  | 299      | 64       | 44       | 1234  | 41   | 43    | 1054  | 65       | .291  | .379     | .440     | .819  |

- 굵은 글씨는 시즌 최고 성적, 붉은색 글씨는 일본 프로 야구 역대 최고 성적.